# Сиалкот
Сиалко́т (урду سیالکوٹ‎, англ. Sialkot, з.-пандж. سیالکوٹ) — город, расположенный на северо-востоке провинции Пенджаб в Пакистане у подножия заснеженных вершин Кашмира рядом с рекой Чинаб. Является столицей округа Сиалкот. Город находится в 125 километрах на северо-запад от столицы провинции — Лахора, в нескольких километрах от границы с Индией. История Сиалкота длится около тысячи лет. Сиалкот, с момента основания, переходил в руки индусов, буддистов, персов, греков, афганцев, турок, сикхов, англичан и пакистанцев.

## История
Существуют различные теории происхождения города Сиалкот, но подлинность теорий не подтверждена. Благодаря раскопкам в этом районе, были найдены древнегреческие монеты, древние Зороастрийские храмы и буддистские ступы. Сэр Александр Каннингем писал о Древностях Сиалкота в своих Археологических докладах.
Согласно ведийским и мифологическим писаниям, Сиалкот был основан Раджа-Сулом, императором Мадрадесы, его братом Мадри, его второй женой и его матерью. Он был дядей Панду, чьи подвиги записаны в эпосе «Махабхарата». В течение периода Махабхарты, город называли Сакала или Сагала. С момента смерти Раджа-Сула (около 5000 лет назад) существует традиция, что династия должна продолжаться 1500 лет. Сезонный поток, который течет через весь город, известный как Айк Нала, упоминается в Упанишадах. В конце ведийского периода (1500—200 г. до Нашей Эры), Сакала (Сиалкот) был столицей Мадрас (Брихадараньяка-упанишада). В те годы Сиалкот был покрыт густыми лесами и населен скотоводами.
Согласно Милиндапаньхе, около 100 г. до н. э. в Сиалкоте проходил философский диспут между Милиндой (индо-греческим царем Менандром I) и буддистским монахом, архатом Нагасеной.

## Экономика и промышленность
Сиалкот является третьим по величине экономическим центром в Пенджабе после Лахора и Фейсалабада. Сиалкот коммерчески связан с фондовой биржей Лахора через его отрасль, также известную как Торговая Площадка Сиалкота. Государственный банк и Бюро экспорта Пакистана имеют филиалы в Сиалкоте. После Карачи Сиалкот является вторым по прибыли от экспорта, а также денежных переводов от зарубежной рабочей силы. В течение последних нескольких десятилетий, производители и экспортёры города не раз были награждены ежегодной премией Национального Экспорта Пакистанской Федерацией Торговли и Промышленности. Сиалкот имеет промышленную недвижимость и Зону свободной торговли. Ещё одна зона свободной торговли планируется быть создана вдоль автомагистрали Сиалкот—Лахор.
История индустриализации Сиалкота очень стара. Дамаскские мастера были известны в эпоху Моголов благодаря производству острых мечей и кинжалов. Бумажное дело приходит в страну во времена Империи Великих Моголов. Кирпичное производство является ещё одним историческим навыком местного населения. Большинство стран Южной Азии использовали эти кирпичи для возведения фортов, замков, памятников, общественных учреждений, инфраструктуры и т. д.
Промышленность начинает расцветать в 1895 году, когда город стал известен благодаря своим теннисным ракеткам. В 1903, были изготовлены крикетные биты из английской ивы и вывезены за пределы Южной Азии. В 1922 году местный производитель был награждён Премией экспорта Британской Империи за снабжение британской армии футбольными мячами. На протяжении многих лет промышленность Сиалкота выросла до различных видов производства: крикетные и волейбольные мячи, хоккейные клюшки, рекреационные рыболовные снасти, спортивная одежда, оборудование для езды на лошадях и даже Шотландские волынки. Самые известные компании-производители имеют международные связи с популярными спортивными брендами, с такими как Adidas (Германия), Puma (Германия), Nexo Sports (Канада), Nike (США), Dita (Великобритания), Mikasa Sports (Япония) и Slazenger (Великобритания). В последнее время, однако, отсутствие модернизации и обвинения в использовании детского труда привели к потере доли рынка. Палата торговли и промышленности Сиалкота в сотрудничестве с ООН контролирует почти все случаи использования детского труда в промышленности. Большинство компаний приняли стандарты ИСО.

## География и климат
Город расположен на высоте 256 м над уровнем моря. Сиалкот граничит с Джамму на севере, с Гуджранвалой на западе и с Наровалом на юге. К северу от города протекает река Чинаб. 
В Сиалкоте субтропический муссонный климат согласно классификации климатов Кеппена. В Сиалкоте прохладная зима и влажное жаркое лето. Самыми жаркими месяцами являются май и июнь. Зимой температура воздуха может опускаться до 0°C. Земля ровная и плодородная. Большинство дождей выпадает в сезон муссонных дождей летом, в результате происходит большое количество наводнений. В Сиалкоте почти самая современная метеостанция и центр оповещения о наводнениях. Эти объекты оборудованы для записи и передачи данных. Также они оснащены радаром.
| Показатель                    | Янв. | Фев. | Март | Апр. | Май | Июнь | Июль | Авг. | Сен. | Окт. | Нояб. | Дек. | Год |
| ----------------------------- | ---- | ---- | ---- | ---- | --- | ---- | ---- | ---- | ---- | ---- | ----- | ---- | --- |
| Средний суточный максимум, °C | 18   | 21   | 26   | 33   | 39  | 40   | 35   | 33   | 34   | 32   | 26    | 20   | 29  |
| Средний суточный минимум, °C  | 5    | 8    | 12   | 18   | 23  | 26   | 26   | 25   | 23   | 17   | 10    | 5    | 16  |
| Норма осадков, мм             | 41   | 40   | 44   | 21   | 17  | 68   | 271  | 256  | 132  | 14   | 11    | 21   | 936 |